# Friedrich Altmann (Verwaltungsjurist)

Friedrich Altmann im Jahr 1917 als Major

Friedrich Wilhelm Ludwig Wolfgang Altmann (* 31. Oktober 1861 in Berlin; † 31. Oktober 1918 ebendort) war ein preußischer Jurist und Verwaltungsbeamter.

## Leben und Wirken
Friedrich Altmanns Vater war der promovierte Jurist Karl Ernst Eduard Altmann (1834–1900), seine Mutter Johanna Klara Marie Friederike geb. Reich (1834–1906). Mit den vier Geschwistern (Kurt Alfred Fritz Wilhelm, Elisabeth Else Johanna Bähnisch, Paul und Klara) wuchs er auf. Die Ehe schloss er am 28. September 1896 in Berlin mit Antonie Leonhard (1872–1920), aus der die zwei Nachkommen Hans-Georg und Margarete entstammen. Wilhelm Altmann ist ein Cousin von Friedrich.
Friedrich besuchte in Groß-Glogau die Schule und schloss das Abitur 1879 erfolgreich ab. Im selben Jahr folgte ein Jurastudium in Berlin und Leipzig.
Nach erfolgreichem Abschluss seines Studiums war er in verschiedenen Behörden wie Amtsgericht Berlin I als Referendar, Hilfsarbeiter beim Evangelischen Oberkirchenrat und als Abteilungsdirigent für Volksschulwesen im Preußischen Kultusministerium tätig. Er zeichnete unter anderem für den Erlass vom 22. August 1911 mit, der festlegte, dass „an allen höheren Lehranstalten die Dauer der Unterrichtsstunde allgemein auf 45 Minuten festzusetzen ist“. Ab 1914 war er im Ersten Weltkrieg als Leiter einer Kulturverwaltung Ober Ost eingesetzt.
Er starb am Tag seines 57. Geburtstages in Berlin.

## Auszeichnungen
- 1895 Ernennung zum Konsistorialrat
- 1897 Ernennung zum Geheimen Regierungsrat und Vortragenden Rat
- 1900 Verleihung des Roten Adlerordens 4. Klasse
- 1901 Ernennung zum Geheimen Oberregierungsrat
- 1904 Verleihung des Kronenordens 3. Klasse
- 1906 Verleihung des Roten Adlerordens 3. Klasse mit der Schleife
- 1909 Verleihung des Kronenordens 2. Klasse
- 1911 Verleihung des Roten Adlerordens 2. Klasse mit Eichenlaub
- 1912 Ernennung zum Wirklichen Geheimen Oberregierungsrat
- 1916 Beförderung zum Major[4]